# À la conquête de Kiber
À la conquête de Kiber est un roman de science-fiction, écrit en 1985 par l’auteur canadien A. E. van Vogt.

## Résumé
Un homme se trouve malgré lui entraîné dans une révolution de palais sur une lointaine planète qui abrite une vie marine intelligente. Il découvrira que son brouillard éthylique lui cache bien des choses, mais pas les branchies dont il est maintenant équipé.